# 下山松壽軒
下山松壽軒（しもやましょうじゅけん）とは、岡山県岡山市北区に店舗のある和菓子店。法人としての名称は株式会社つるの玉子本舗（つるのたまごほんぽ）。

## 概要
社名にもなっている岡山銘菓「つるの玉子」で知られる老舗和菓子店。看板商品の「つるの玉子」は初代・下山治四郎が後楽園のツルを眺めているときに思いついたとされる創作菓子で、当時まだ珍しかったマシュマロで黄味餡を包んだ和洋折衷菓子である。目新しいマシュマロの食感と味は評判となり、林芙美子の小説『放浪記』にも「つるの玉子」の名前が登場している。
創業は1887年（明治20年）。太平洋戦争で店舗は焼失し職人も亡くなったが、2代目・眞寿次が新商品開発・卸売を開始し、3代目・正明が工場設立・日保するよう「つるの玉子」を改良して拡大し今日に至る。